# Mexicos geografi
Mexicos geografi beskriver landområderne til de forenede mexicanske stater. Det totale landområde er 1.972.550 km², hvor 2.5% består af vand. Mexico består af i alt 31 delstater og 1 føderalt distrikt. Landet befinder sig på det nordamerikanske kontinent og grænser til USA i nord og til Belize og Guatemala i syd. Nordmexico er præget af ørken mens det er frugtbart længere mod syd. Syd for ørkenen befinder det frugtbare område Bajío sig. Dette strækker sig fra kyst til kyst mellem byerne Guadalajara, León og Querétaro. Det centrale højland længere mod syd er præget af vulkaner. Her finder man det transmexicanske vulkanbælte som strækker sig 900 kilometer fra vest mod øst i Mexico og som også populært kaldes for "Sierra Nevada" på grund af de snedækkede bjergtoppe. Blandt de aller mest kendte vulkaner finder man Citlaltépetl og Popocatépetl. Længere mod syd finder man store områder med tropisk regnskov.

## Politisk opdeling

### Byer
Mexico 15 største byer (bykommuner) er (i rækkefølge efter befolkningstal): Mexico City, Ecatepec de Morelos, Guadalajara, Puebla, Ciudad Juárez, Tijuana, León de los Aldamas, Ciudad Nezahualcóyotl, Monterrey, Zapopan, Naucalpan, Chihuahua, Mérida, Guadalupe og San Luis Potosí.
"Stor-Mexico", også kaldt for ZMCM, består blandt andet af både Mexicos Føderale Distrikt, Ecatepec de Morelos, Ciudad Nezahualcóyotl og Naucalpan fra den overstående liste.

### Delstater
Mexico er inddelt i 31 delstater: 
Aguascalientes, 
Baja California, 
Baja California Sur, 
Campeche, 
Chiapas, 
Chihuahua, 
Coahuila, 
Colima, 
Durango, 
Guanajuato, 
Guerrero, 
Hidalgo, 
Jalisco, 
Mexico, 
Michoacán, 
Morelos, 
Nayarit, 
Nuevo León, 
Oaxaca, 
Puebla, 
Querétaro, 
Quintana Roo, 
San Luis Potosí, 
Sinaloa, 
Sonora, 
Tabasco, 
Tamaulipas, 
Tlaxcala, 
Veracruz, 
Yucatán og 
Zacatecas, samt Mexicos Føderale Distrikt.

### Kommuner
Mexico er inddelt i 2438 kommuner.

## Landformer

### Bjerge
De 10 højeste bjerge er: Citlaltépetl (Pico de Orizaba), Popocatépetl, Iztaccíhuatl, Xinantécatl (Nevado de Toluca), Tliltépetl (Sierra Negra), Matlacuéyetl, Colimavulkanen, Chichimeco, Cofre de Perote og Tacaná.

### Øer
Mexico har en del små øer i nær tilknytning til fastlandet. I tillæg er øerne Isla Guadalupe og Islas Revillagigedo underordnet mexicansk territorium.

### Havområder
Omkring Mexico findes følgende havområder: Stillehavet, Cortezhavet, Det Caribiske Hav og Den Mexicanske Golf.

### Indsøer
Mexico har flere indsøer. Blandt de mest kendte finder man Chapala-søen, Pátzcuaro-søen og Catemaco-søen.

### Floder
Mexico har flere større floder. Den mest kendte er Rio Grande.

## Undergrunden
I Cueva de los Cristales eller Crystal Cave of the Giants, en hule under Chihuahua-ørknen findes calciumsulfat-krystaller,  der er længere end 10 meter, hvilket gør dem til verdens største krystaller.

## Eksterne links og referencer
1. ↑  "National Geographic, 2008. Crystal Cave of the Giants". Arkiveret fra originalen 12. oktober 2008. Hentet 10. juli 2013.

23°N 102°V / 23°N 102°V